# Ukrzaliznytsia

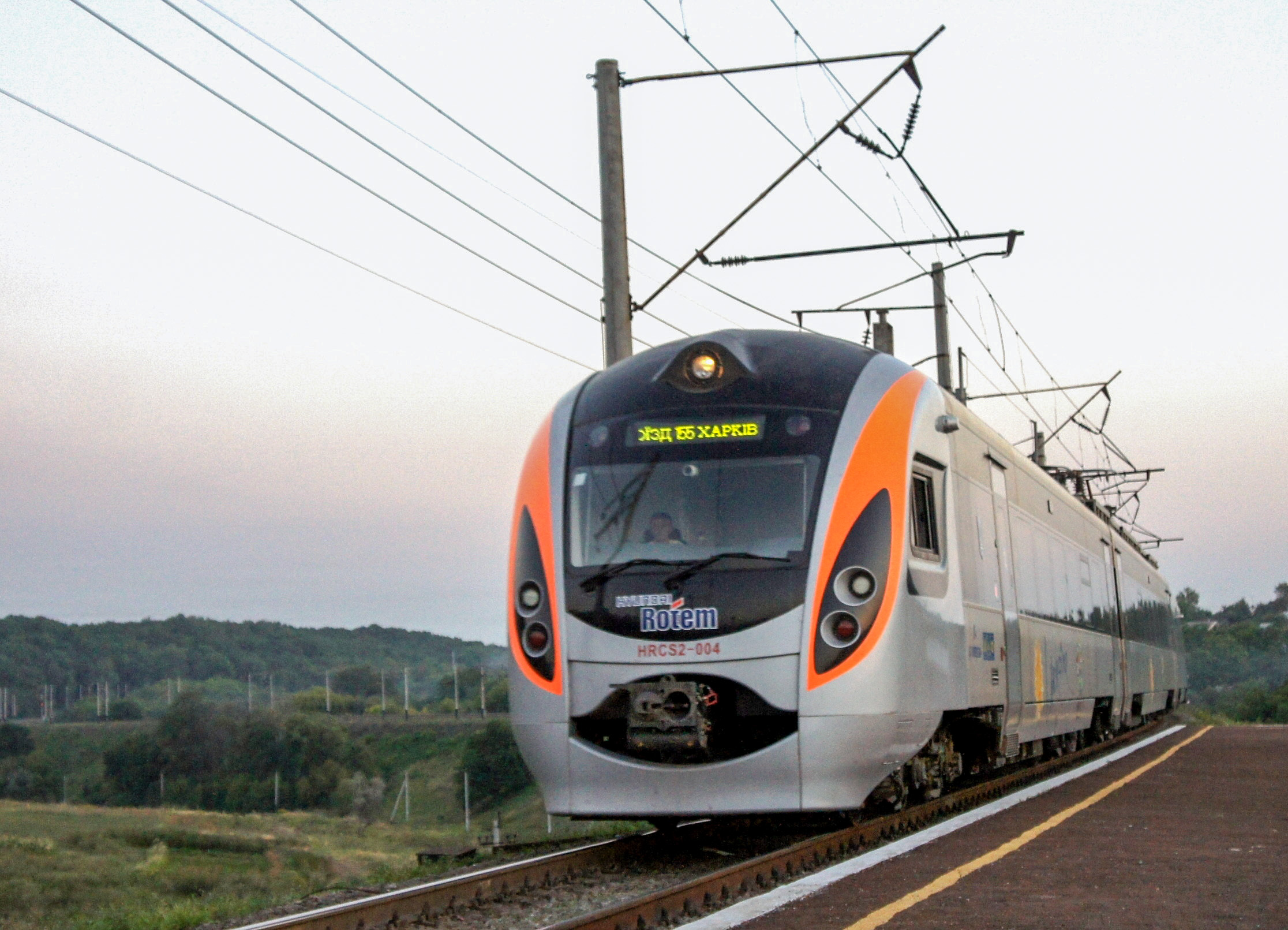
HRCS2.

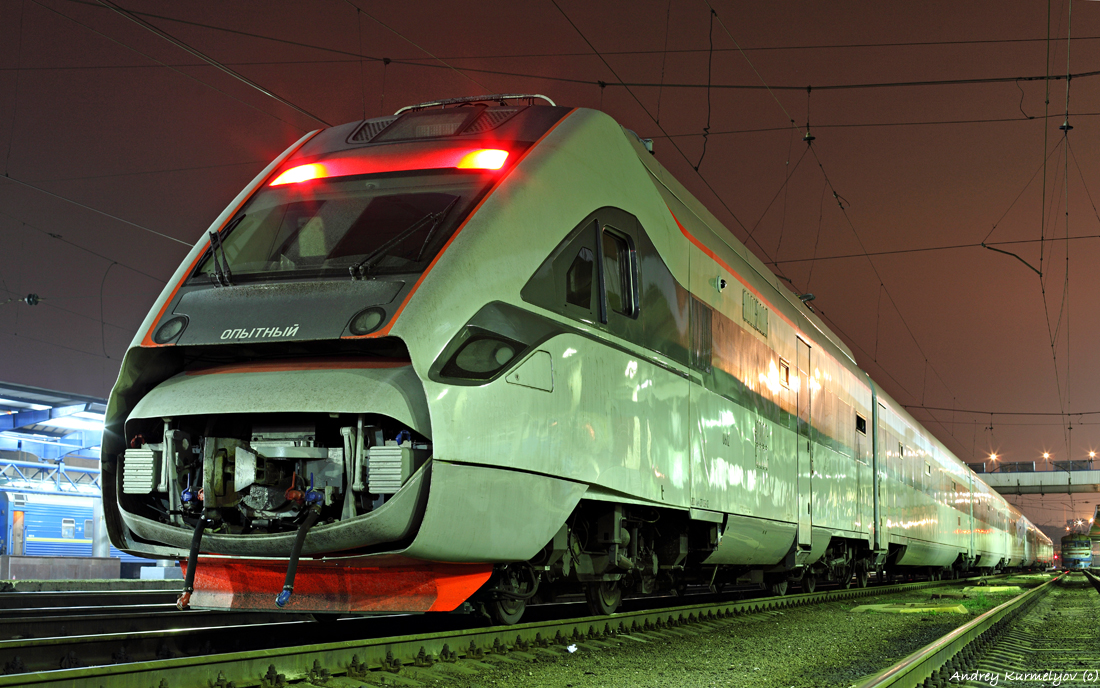
ЭКр1 fabriqué par KVSZ.

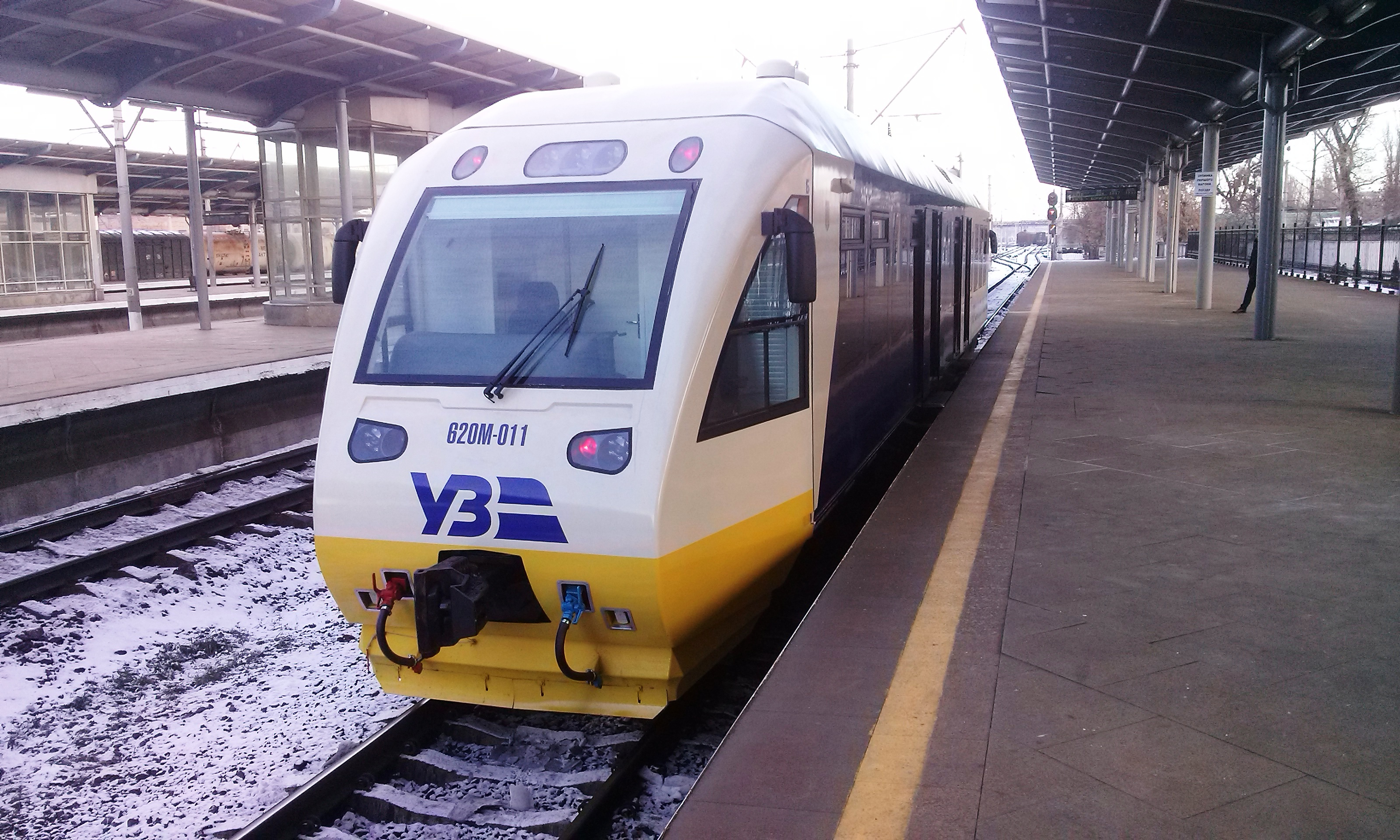
Kyiv Boryspil Express.

Ukrzaliznytsya est le gestionnaire et l'exploitant du réseau ferroviaire ukrainien.

## Histoire
Le 24 septembre 1991, à la suite de la résolution du Conseil suprême d'Ukraine sur la séparation de l'Union soviétique, toute l'administration des chemins de fer a été temporairement transférée aux chemins de fer du sud-ouest. Selon la résolution, tous les actifs situés dans les frontières de l'ex-République socialiste soviétique d'Ukraine sont devenus la propriété de l'Ukraine. Le réseau fonctionne avec des opérateurs régionaux : réseau ferré de Donestk, réseau ferré de Lviv, réseau ferré d'Odessa, Near-Dnipro Railways (en), Southwestern Railways et Southern Railway.
Pour améliorer l'efficacité de cette administration, une administration centralisée spéciale a été créée. Le 14 décembre 1991, le Conseil des ministres de l'Ukraine prend la résolution no 356 « De la création de l'Administration d’État de chemin de fer Transport en Ukraine », qui institue Ukrzaliznytsia comme organisme gouvernemental dans le transport administration de chemin de fer qui réunit les six compagnies de chemin de fer précédentes.
Durant des décennies, la pesanteur bureaucratique, la corruption politique et individuelle bloque la modernisation du réseau ukrainien qui reste dépendant largement de la Russie. Le projet européen Rail Baltica lancé en 2010 et l'annexion de la Crimée par la Russie en 2014 l'oblige à se réformer et à se séparer d'un tiers de ses effectifs. Fin 2021, pour la première fois de son histoire, l'entreprise n'est pas en déficit. Le 8 février 2022, Alstom reçoit une commande de 130 locomotives électriques, première commande de ce type hors Russie. Lors de l'invasion de l'Ukraine par la Russie se déclenchant le 24 février 2022, la situation d'urgence oblige au départe à une décentralisation pour évacuer les populations des zones de guerre et effectuer la logistique militaire nécessaire à la défense du pays. Elle à, fin 2022, convoyait plus de quatre millions de réfugiés, 300 000 tonnes de biens humanitaires, 220 délégations diplomatiques. Promis à la réforme, les trains diesel ont continué à rouler, même après le pilonnage des sous-stations électriques.[Quoi ?]

## Infrastructure
Le réseau comprend actuellement 23 000 km de lignes en voie large russe (1 524 mm), dont 9 752 km sont électrifiés. Le réseau est articulé autour de grands pôles comme Kiev et Kharkiv. Le réseau est le 14e plus grand réseau du monde, le 6e au niveau des passagers et le 7e au niveau du fret. Le parc de locomotives électriques en 2022 est de près de 1700 engins d'origine soviétique.
L'administration emploie environ 403 000 personnes en 2011, et 230 000 au déclenchement de l'invasion de l'Ukraine par la Russie en 2022

### Connexion avec les pays frontaliers
La connexion avec les pays frontaliers existe.
- Écartement des voies similaires (1 524 mm)
  - Biélorussie
  - Russie
  - Moldavie
- Écartement des voies différents : 1,520 mm (4 ft 11 5⁄6 in)/1,435 mm (4 ft 8 1⁄2 in)
  - Roumanie
  - Hongrie
  - Slovaquie
  - Pologne

## Insignes de grade
|  | Administrateur général | Administrateur général adjoint premier | Administrateur général adjoint | Catégorie A+ | Catégorie A+ | Catégorie A+ |
|  | ---------------------- | -------------------------------------- | ------------------------------ | ------------ | ------------ | ------------ |
|  |                        |                                        |                                |              |              |              |

|  | Catégorie A | Catégorie A | Catégorie A |
|  | ----------- | ----------- | ----------- |
|  |             |             |             |

|  | Catégorie B | Catégorie B | Catégorie B | Catégorie B | Catégorie C | Ouvrier |
|  | ----------- | ----------- | ----------- | ----------- | ----------- | ------- |
|  |             |             |             |             |             |         |